# Sædinge Sogn
Sædinge Sogn 
ist eine Kirchspielsgemeinde (dän.: Sogn)
auf der Insel Lolland im südlichen Dänemark.
Bis 1970 gehörte sie zur Harde Fuglse Herred im damaligen Maribo Amt, danach zur Rødby Kommune im Storstrøms Amt, die im Zuge der  Kommunalreform zum 1. Januar 2007 in der Lolland Kommune in der Region Sjælland aufgegangen ist.
Im Kirchspiel leben 350 Einwohner (Stand: 1. Januar 2023).
Im Kirchspiel liegt die Kirche „Sædinge Kirke“.
Nachbargemeinden sind im Norden Hillested Sogn, im Osten Holeby Sogn, im Südosten Tågerup Sogn, im Süden Ringsebølle Sogn, im Südwesten Rødby Sogn und im Westen Nebbelunde Sogn.